# Баш-Шидинский сельсовет
Башшидинский сельсовет — муниципальное образование в Нуримановском районе Башкортостана.
Административный центр — деревня Баш-Шиды.

## История
Согласно Закону о границах, статусе и административных центрах муниципальных образований в Республике Башкортостан имеет статус сельского поселения.

## Население
| 2002 | 2009  | 2010 | 2012 | 2013 | 2014 | 2015 |
| ---- | ----- | ---- | ---- | ---- | ---- | ---- |
| 930  | ↗1008 | ↘886 | ↗909 | ↗911 | ↘903 | ↘894 |
| 2016 | 2017  | 2018 |      |      |      |      |
| ↘892 | ↘881  | ↘870 |      |      |      |      |

## Состав сельского поселения
| № | Населённый пункт | Тип населённого пункта          | Население |
| - | ---------------- | ------------------------------- | --------- |
| 1 | Баш-Шиды         | деревня, административный центр | ↘228      |
| 2 | Большие Шиды     | деревня                         | ↘456      |
| 3 | Малые Шиды       | деревня                         | ↘202      |